# Place Tristan-Bernard
La place Tristan-Bernard est une place du 17e arrondissement de Paris, en France.

## Situation et accès
La place Tristan-Bernard s'étend des deux côtés de l'avenue des Ternes.

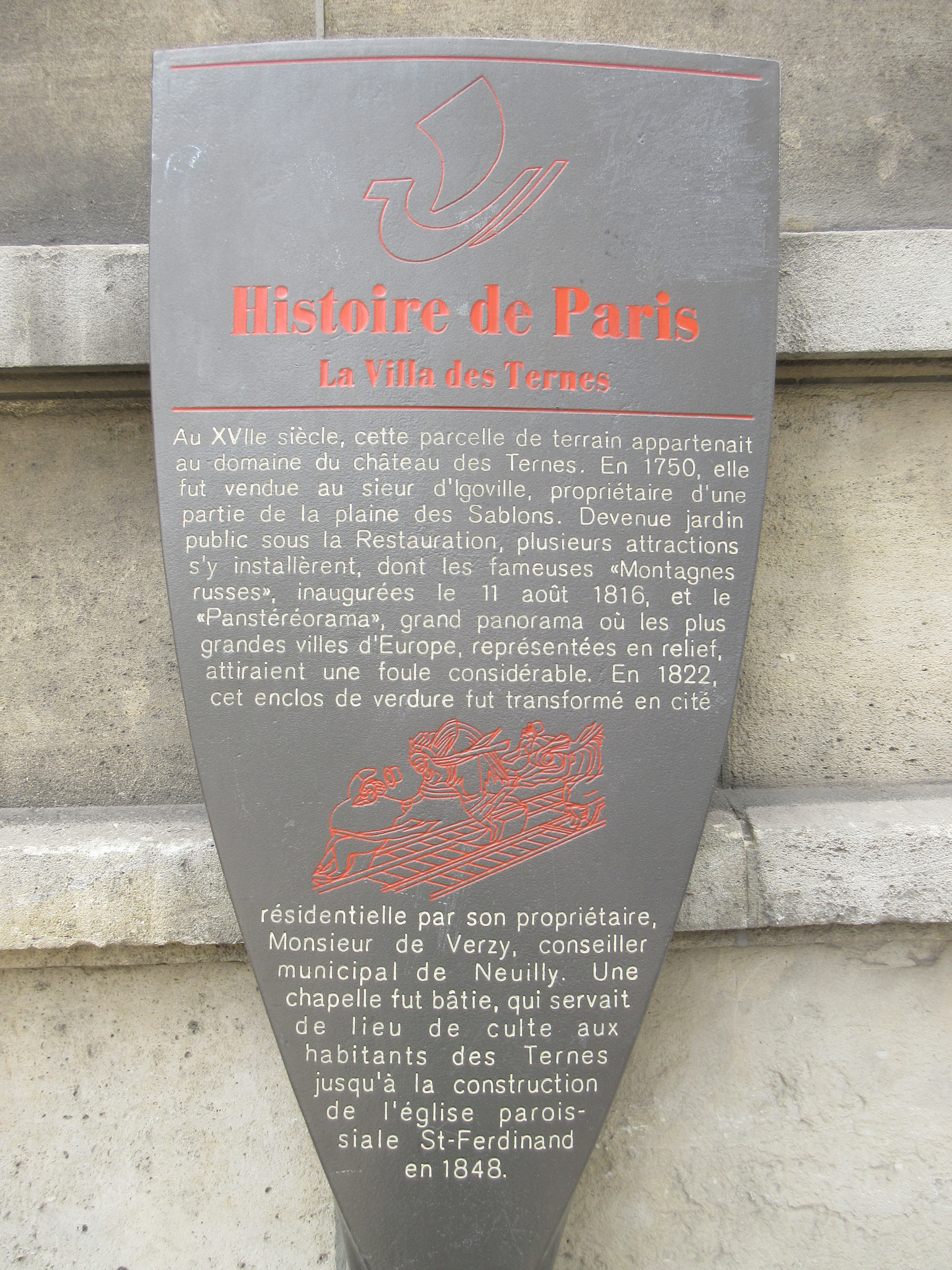
Panneau Histoire de Paris
« La Villa des Ternes.jpg »

## Origine du nom
Elle tire son nom du romancier et auteur dramatique Paul Bernard dit Tristan Bernard, célèbre humoriste (1866-1947).

## Historique
Cette voie était initialement située sur la commune de Neuilly-sur-Seine avant son rattachement à la voirie de Paris.
Elle prend son nom actuel le 4 décembre 1953.

## Bâtiments remarquables et lieux de mémoire
Un buste de Tristan Bernard, œuvre de Josette Hébert-Coëffin (1907-1973), est situé sur la place.
Sur le piédestal figurent quelques-unes de ses phrases humoristiques : 
- « Je ne hais que la haine. »
- « Pour être heureux avec les êtres, il ne faut leur demander que ce qu'ils peuvent donner. »
- Et surtout : « Ne compter que sur soi-même et encore pas beaucoup. »

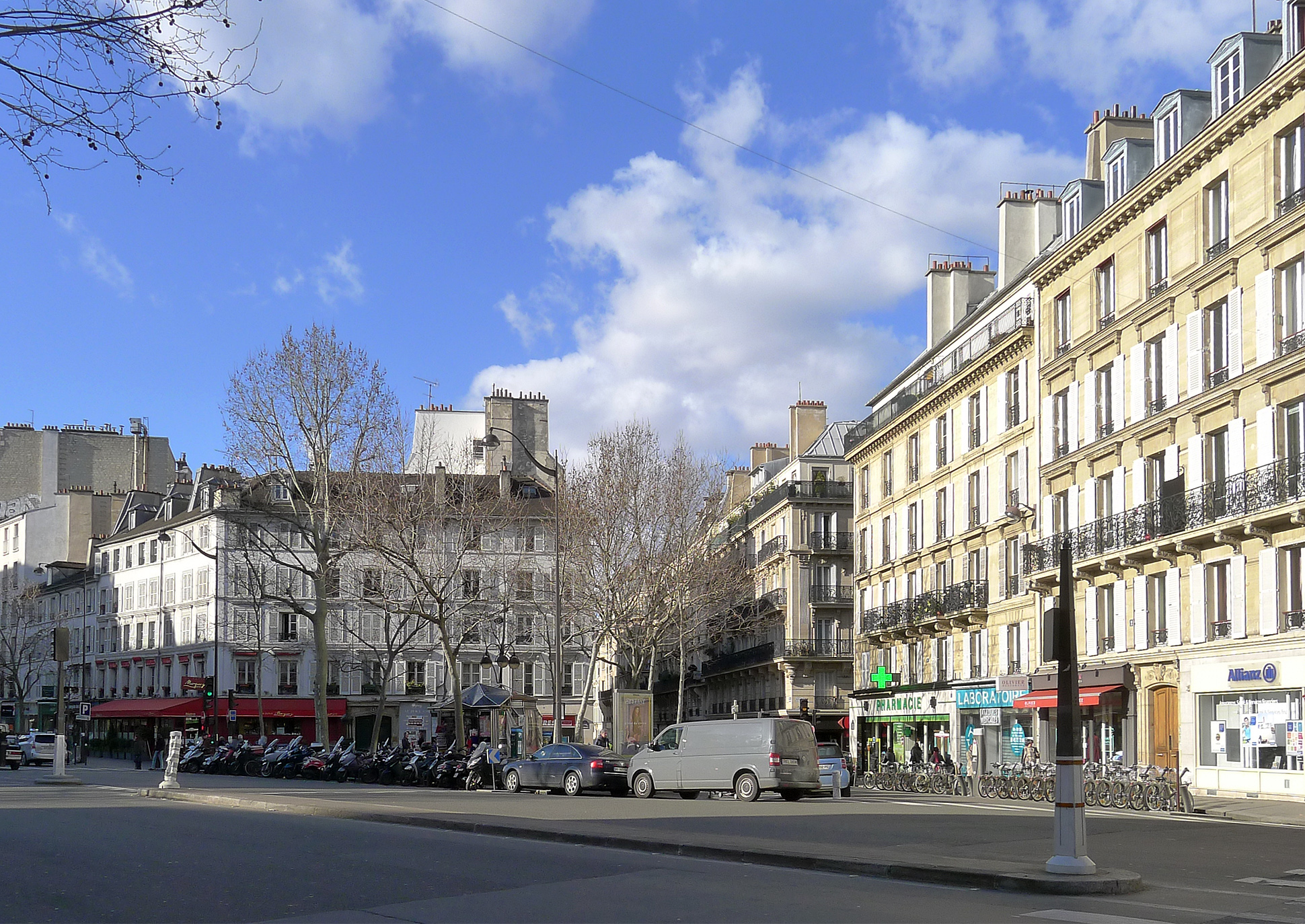
Partie nord de la place.
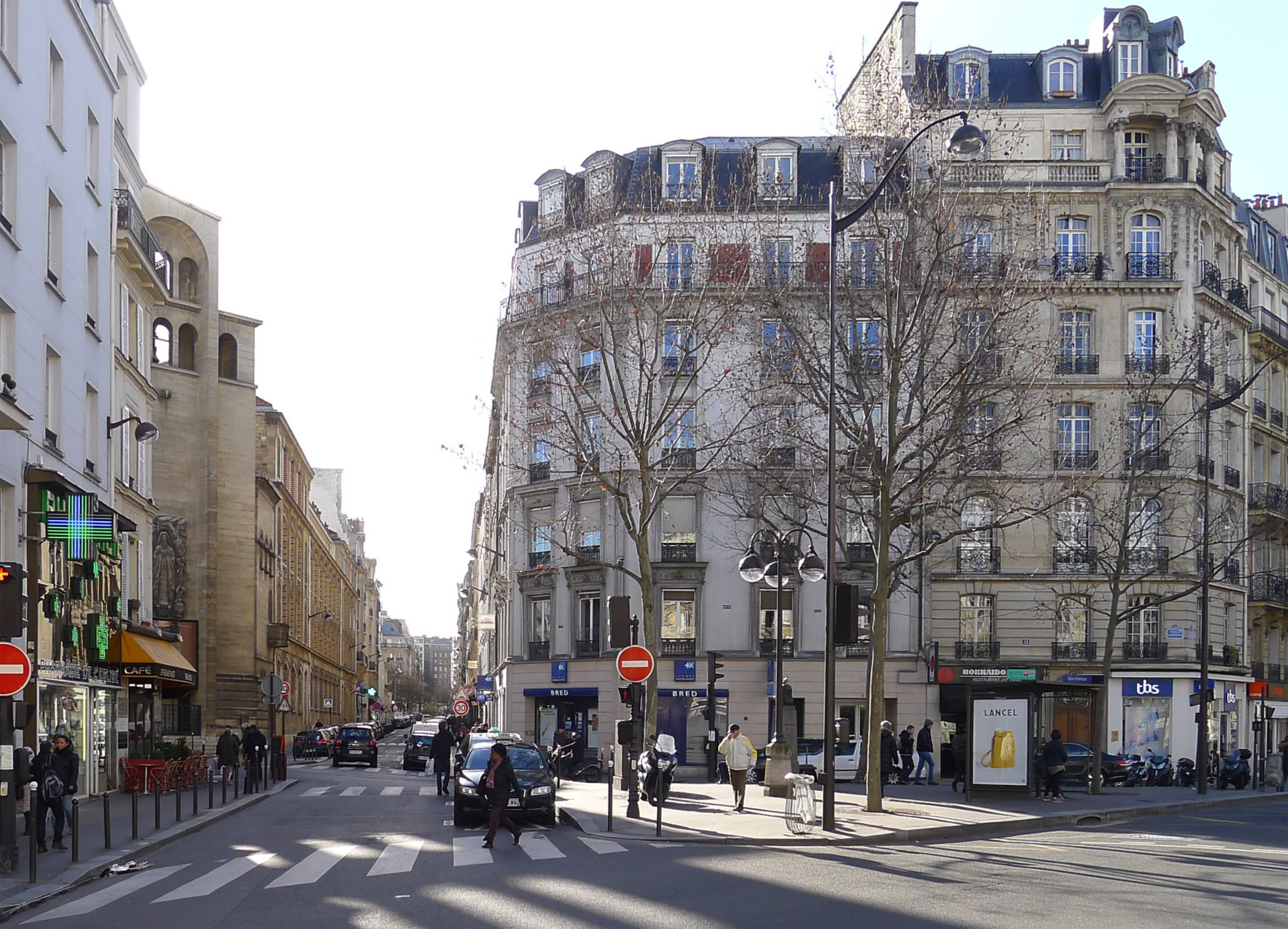
Partie sud avec la rue Saint-Ferdinand à gauche et l'avenue des Ternes à droite.

- Jouxtant la place, se dresse l'église Saint-Ferdinand-des-Ternes.

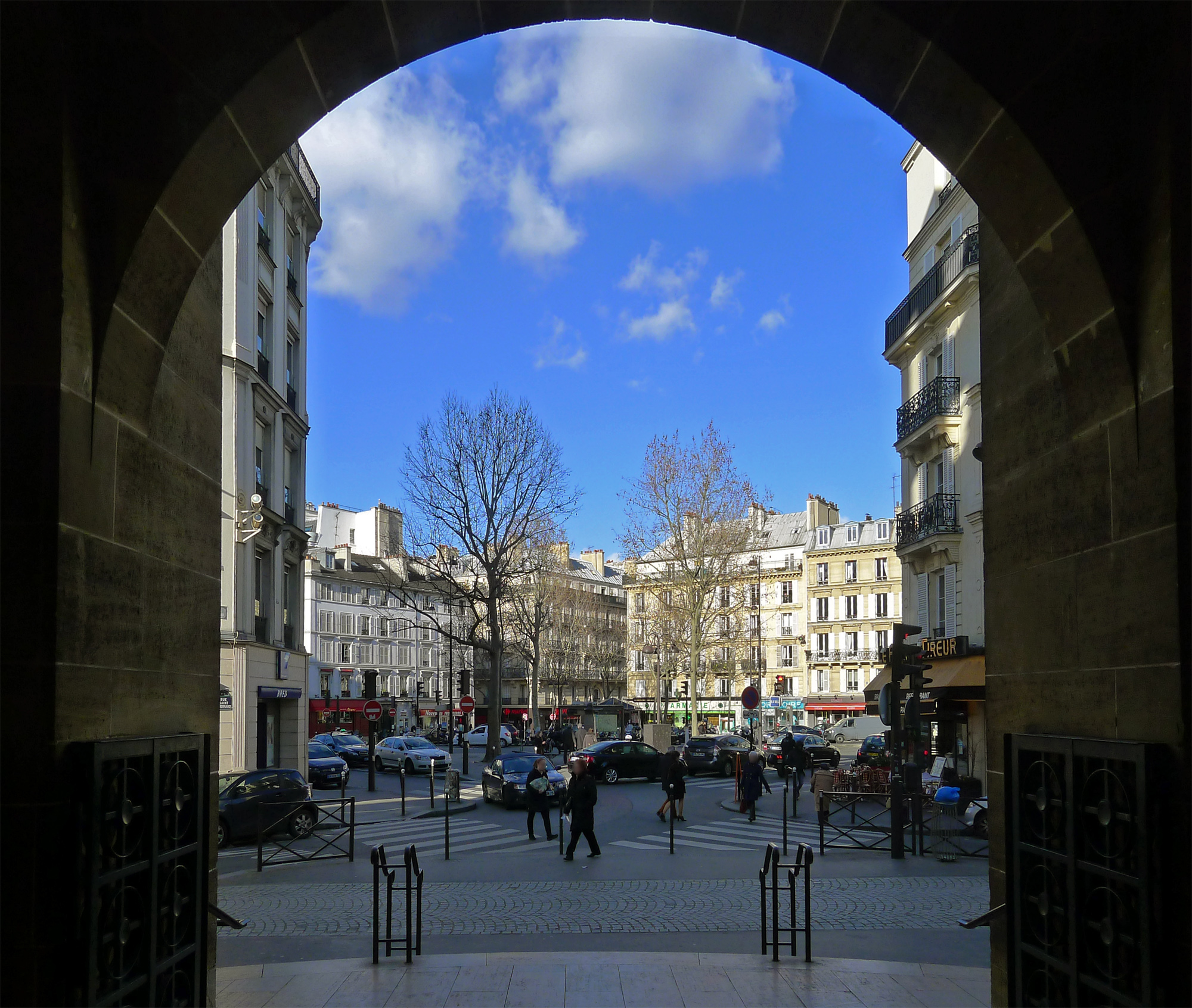
Place vue depuis l'église Saint-Ferdinand-des-Ternes.
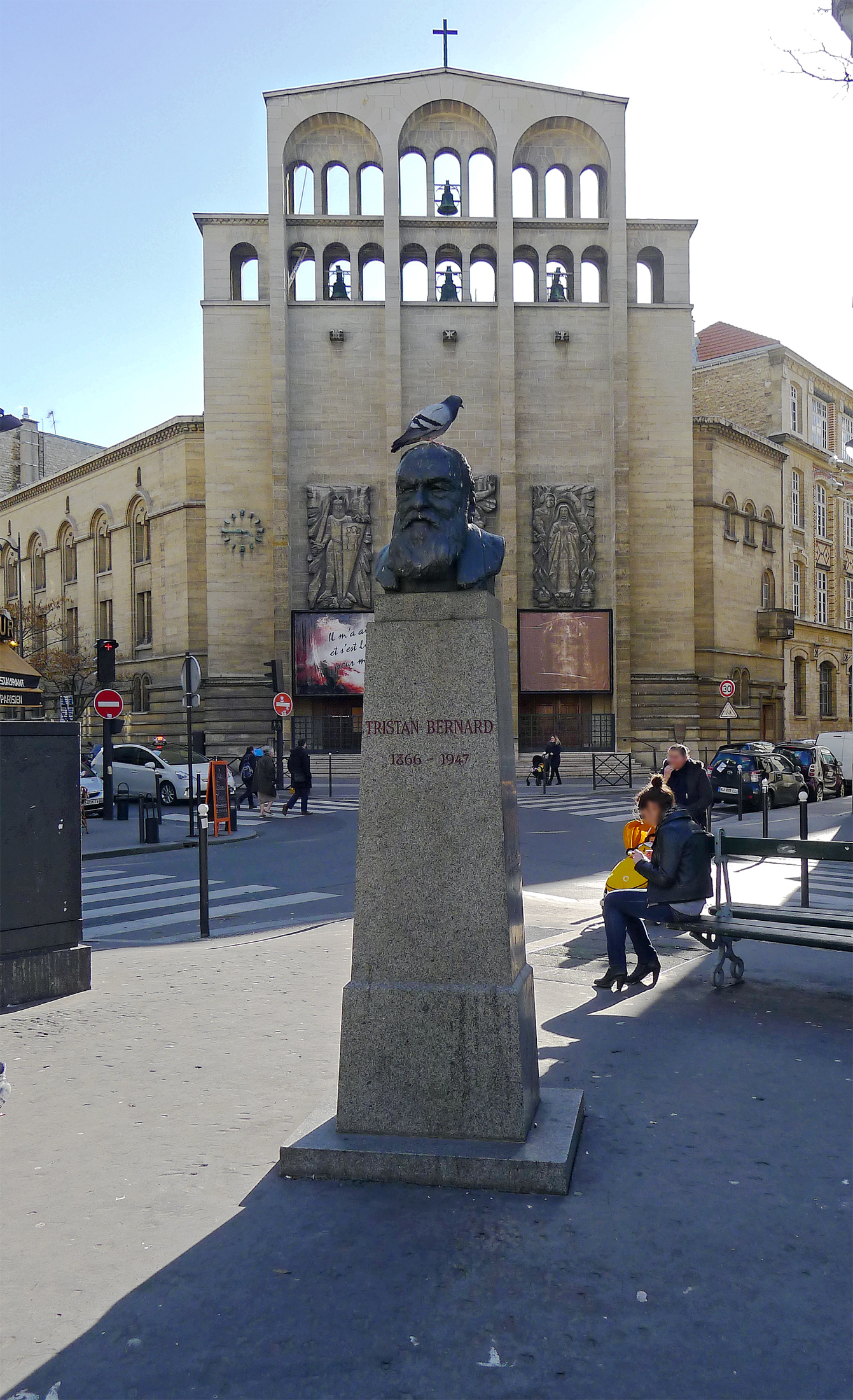
Vue vers l'église Saint-Ferdinand-des-Ternes.

### Le monument des Francs-tireurs des Ternes

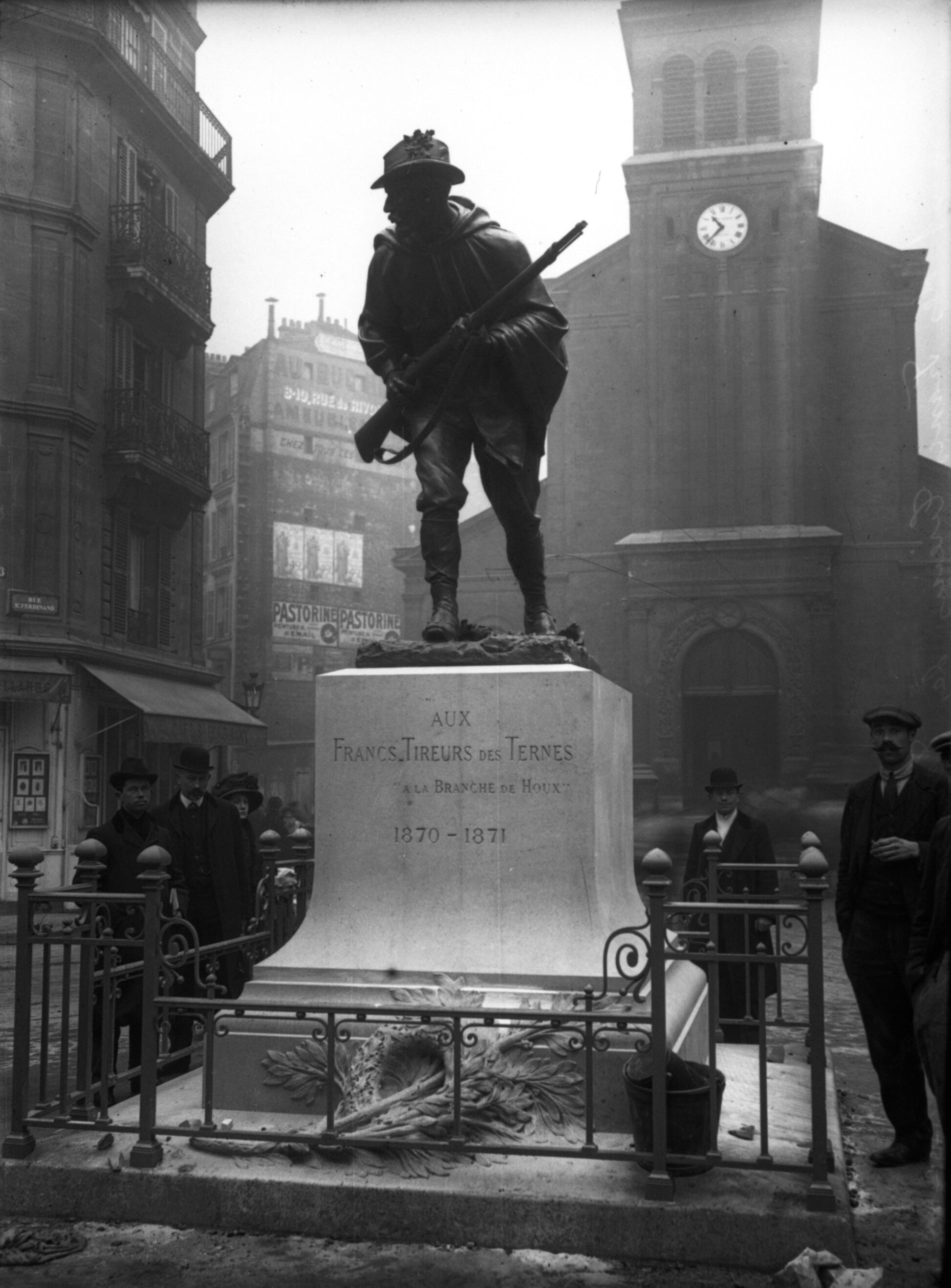
Monument des francs-tireurs des Ternes, 29 janvier 1911 (photographie de presse agence Rol / BNF Gallica).

Inauguré le 29 janvier 1911, se trouvait autrefois sur cette place la statue du Franc-tireur des Ternes, fondue sous l'Occupation. L'enseigne de la brasserie-restaurant toute proche en rappelle seule la mémoire.
Le monument représentait un soldat du bataillon des Francs-tireurs des Ternes, surnommés « à la branche de houx », dont une branche ornait leur chapeau tyrolien de feutre noir également orné d'une cocarde tricolore.

Le reste de leur tenue comportait une capote de laine brune, des guêtres fauves et un large pantalon de drap gris-bleu.

Ce bataillon de volontaires s'illustra pendant le siège de 1870, à la redoute de Montretout et à la bataille de Buzenval.